# مقاطعة رومشكان
مقاطعة رومشكان (بالفارسية: شهرستان رومشکان) هي إحدى مقاطعات محافظة لرستان في إيران. كان عدد سكان المقاطعة سنة 2011 حوالي 38,701 نسمة.